# 90a Divisió d'Infanteria (Estats Units)
La 90a Divisió d'Infanteria  (anglès: 90th Infantry Division) va ser una unitat de l'exèrcit dels Estats Units que va servir durant la Primera i la Segona Guerra Mundial. El seu llinatge és seguit per la 90a Brigada de Sosteniment.

## Primera Guerra Mundial
- Activat: agost de 1917.
- Ultramar: juny de 1918.
- Operacions principals: St. Mihiel, Meuse-Argonne.
- Baixes: Total-7.549 (KIA-1.091; WIA-6.458).
- Comandants: 
  - Maj. Gen. Henry T. Allen (25 d'agost de 1917)
  - Brig. Gen. Joseph A. Gaston (23 de novembre de 1917)
  - Brig. General William Johnston Jr. (27 de desembre de 1917)
  - Maj. Gen. Henry T. Allen (1 de març de 1918)
  - Brig. general Joseph P. O'Neil (24 de novembre de 1918)
  - Maj. Gen. Charles H. Martin (30 de desembre de 1918).
- Retorn als Estats Units i inactivat: juny de 1919.

La 90a Divisió va ser constituïda a l'Exèrcit Nacional pel Departament de la Guerra el 5 d'agost de 1917 i va ser organitzada a Camp Travis, Texas, a partir de reclutats de Texas i Oklahoma. La divisió es va organitzar a partir de la primera setmana de setembre a partir d'un quadre d'oficials i homes de l'Exèrcit Regular, i del Cos de Reserva d'Oficials i oficials de l'Exèrcit Nacional graduats del Camp d'Entrenament de Primers Oficials a Leon Springs, Texas. 2.300 reclutats van arribar del 5 al 10 de setembre, i altres 18.400 del 19 al 24 de setembre, després de la qual cosa va començar un entrenament sistemàtic. Altres 10.000 homes van arribar a Camp Travis a principis d'octubre de 1917, i la divisió aproximava 22.500 homes.
Entre gener i juny de 1918, 50.000 homes van arribar al Camp Travis, però les sortides van sumar 35.000. A principis de 1918, la 90a Divisió va rebre nous homes, molts de Texas i Oklahoma, però els trasllats a Camp Doniphan, Oklahoma, Camp Hancock, Geòrgia, Camp Johnston, Florida , i Fort Sheridan, Illinois, van reduir la seva força a uns 15.000 a l'abril. Del 20 al 21 de maig de 1918, nous homes d'Illinois, Minnesota, Dakota del Nord i Dakota del Sud van arribar des de Camp Dodge, Iowa. El 31 de maig, la divisió aproximava 24.000 homes. El juny de 1918, la divisió va procedir des de Camp Mills, Nova York , fins als ports de Boston, Brooklyn, Nova York i Filadèlfia. Després de navegar a Anglaterra per etapes, la divisió va procedir a França. A finals d'agost, la 90a Divisió va entrar al front, participant a la batalla de St. Mihiel al setembre i a l'ofensiva Mosa-Argonne a l'octubre-novembre de 1918. En quatre mesos de combat, la 90a divisió va patir 7.549 baixes (1.091 morts a acció i 6.458 ferits en acció). Des de desembre de 1918 fins a maig de 1919, la divisió va estar estacionada prop de Trèveris, Alemanya, a l'Exèrcit d'Ocupació.

### Ordre de batalla
- Quarter General, 90a Divisió
- 179 Brigada d'Infanteria
  - 357è Regiment d'Infanteria
  -  358è Regiment d'Infanteria
  - 344è batalló de metralladores
- 180a Brigada d'Infanteria
  -  359è Regiment d'Infanteria
  - 360è Regiment d'Infanteria
  - 345è batalló de metralladores
- 165a Brigada d'Artilleria de Camp
  - 343è Regiment d'Artilleria de Camp (75 mm)
  - 344è Regiment d'Artilleria de Camp (75 mm)
  - 345è Regiment d'Artilleria de Camp (155 mm)
  - Bateria de morter de trinxeres 315
- 343è batalló de metralladores
- 315è Regiment d'Enginyers
- 315è regiment mèdic
- 315è Batalló de senyals de camp
- Tropa de Quarter General, 90a Divisió
- 315a Prefectura de Trens i Policia Militar
  - 315è tren de municions
  - 315è tren de subministraments
  - 315è Tren d'Enginyers
  - 315è Tren Sanitari
    - 357, 358, 359 i 360 Companyies d'ambulàncies i hospitals de campanya

## Període d'entreguerres
El quarter general de la 90a Divisió va arribar al port de Boston, Massachusetts, a bord del SS Magnolia el 7 de juny de 1919 després de 12 mesos de servei a l'estranger i va ser desmobilitzat el 17 de juny de 1919 a Camp Bowie, Texas. La 90a Divisió va ser reconstituïda a la Reserva Organitzada el 24 de juny de 1921, assignada a la Zona del Vuitè Cos i assignada al XVIII Cos. La divisió es va assignar a més a l'estat de Texas. El Quarter General de la divisió es va organitzar el 8 d'agost de 1921 amb les seves oficines situades a la biblioteca de El Quarter General de l'àrea del Vuitè Cos a Fort Sam Houston, Texas. El quarter general es va traslladar el 14 de setembre de 1921 al Gunter Hotel de San Antonio, Texas , i es va traslladar de nou el juny de 1923 a l'edifici 42-T de Fort Sam Houston. El Quarter General es va traslladar una vegada més el juliol de 1926 a l'edifici Alamo a San Antonio i hi va romandre fins que es va activar per a la Segona Guerra Mundial.
Després de l'activació, els esforços de reclutament de la divisió van ser tals que el gener de 1924, la divisió estava al 99 per cent de la seva força autoritzada, que era la més alta per a qualsevol divisió de Reserva Organitzada en aquell moment. Per mantenir les comunicacions amb els oficials de la divisió, el personal de la divisió va publicar un butlletí titulat "El Butlletí de la 90a Divisió". El butlletí informava els membres de la divisió de coses com ara quan i on s'havien de fer les sessions d'entrenament inactius, quines eren les quotes d'entrenament d'estiu de la divisió, on s'havien de fer els campaments i quines unitats s'assignarien per ajudar a dirigir els Camps d'entrenament de l'exèrcit de Ciutadans (CMTC). Les estacions de mobilització i entrenament designades per a la divisió van ser Fort Sam Houston i Camp Bullis , Texas, on gran part de les activitats d'entrenament de la 90a Divisió van tenir lloc durant els anys d'entreguerres. El Quarter General i el personal generalment s'entrenaven amb el personal de la 2a Divisió a Fort Sam Houston. Els regiments d'infanteria subordinats de la divisió van realitzar el seu entrenament d'estiu principalment amb els 9è i 23è regiments d'infanteria de la 2a Divisió a Camp Bullis. Altres unitats, com les tropes especials, l'artilleria, els enginyers, l'aviació, la medicina i l'intendent, també es van entrenar a Fort Sam Houston o Camp Bullis amb unitats semblants de la 2a Divisió. Per als camps d'entrenament d'estiu de maig de 1932 i maig de 1933, el quarter general de la 90a divisió, les tropes especials, el 315è regiment mèdic i el tren d'intendent de la 90a divisió van participar en maniobres amb la 2a divisió a Camp Bullis. A més dels camps d'entrenament de les unitats, els regiments d'infanteria de la divisió van rotar la responsabilitat de dur a terme l'entrenament del CMTC celebrat a Fort Sam Houston cada any.
Durant el període d'entrenament inactiu, el personal de la 90a Divisió celebraria camps de contacte ocasionals al Texas A&M College a Bryan, Texas. En diverses ocasions, el quarter general i el personal de la divisió, i ocasionalment els tres quarters generals de brigada de la divisió, van participar en exercicis del lloc de comandament de l'Àrea del Vuitè Cos i del Tercer Exèrcit conjuntament amb altres unitats de l'Exèrcit Regular, la Guàrdia Nacional i la Reserva Organitzada. A diferència de les unitats regulars i de la Guàrdia de l'Àrea del Vuitè Cos, la 90a Divisió no va participar en les diferents maniobres de l'Àrea del Vuitè Cos i en les del Tercer Exèrcit de 1938, 1940 i 1941 com a unitat organitzada per manca de personal i equipament enrolats. En canvi, els oficials i uns quants reservistes allistats van ser assignats a unitats regulars i de la Guàrdia per omplir les places vacants i portar aquestes unitats a la força de guerra per als exercicis. A més, a alguns oficials se'ls va assignar funcions com a àrbitres o personal de suport. Per a cada maniobra, la divisió maximitzava el nombre de participants. Per exemple, per a les maniobres de 1938 a Camp Bullis, la 90a Divisió va proporcionar 138 oficials a la 2a Divisió i 66 a la 36a Divisió de la Guàrdia Nacional de Texas. Un nombre similar va participar en els dos exercicis següents.

## Segona Guerra Mundial
- Ordenat al servei militar actiu: 25 de març de 1942 a Camp Barkeley, Texas.
- Ultramar: 23 de març de 1944.
- Citacions d'Unitat Distingides: 5.
- Campanyes: 
  - Normandia
  - Nord de França
  - Ardenes-Alsàcia
  - Renània
  - Europa central
- Dies de combat: 308
- Premis: 
  -  Medalla d'Honor: 4
  -  Creu del Servei Distingit: 54
  -  Medalla del Servei Distingit a l'Exèrcit: 4
  -  Estrella de Plata: 1.418
  -  Legió del Mèrit:  19
  -  Creu dels Vols Distingits:4
  -  Medalla del Soldat: 55
  -  Estrella de Bronze: 6.140
  -  Medalla de l'Aire: 121.
- Comandants:
  - Maj. Gen. Henry Terrell Jr. (març de 1942 - gener de 1944)
  - Brig. Gen. Jay W. MacKelvie (5 d'abril de 1944)
  - Maj. Gen. Eugene M. Landrum (13 de juny de 1944)
  - Maj. Gen. Raymond S. McLain (30 de juliol de 1944)
  - Maj. Gen. James A. Van Fleet (15 d'octubre de 1944)
  - Maj. Gen. Lowell Ward Rooks (22 de gener de 1945)
  - Maj. Gen. Herbert L. Earnest (2 de març 1945).[4]
- Ajudants de comandaments de divisió: 
  - Brig. Gen. Charles W. Ryder (març − maig de 1942)
  - Brig. Gen. Alan W. Jones (1942–1943)
  - Brig. Gen. Samuel Tankersley Williams (febrer de 1943 − juliol de 1944)
  - Brig. Gen. William G. Weaver (juliol − novembre de 1944)
  - Brig. Gen. Joseph M. Tully
- Comandants d'artilleria: George D. Shea (juliol de 1942 - setembre de 1943)[5]
- Tornada als Estats Units: 16 de desembre de 1945.
- Inactivat: 27 de desembre de 1945 a Camp Myles Standish, Massachusetts.

### Ordre de batalla
Abans que les divisions d'infanteria de la Reserva Organitzada fossin ordenades al servei militar actiu, es van reorganitzar sobre el paper com a divisions "triangulars" sota les taules d'organització de 1940. Les companyies de quarter general de les dues brigades d'infanteria es van consolidar a la tropa de reconeixement de cavalleria de la divisió, i un regiment d'infanteria va ser eliminat per inactivació. El quarter general de la brigada d'artilleria de camp i la bateria del quarter general es van convertir en la bateria del quarter general i del quarter general de l'artilleria de la divisió. Els seus tres regiments d'artilleria de camp es van reorganitzar en quatre batallons; es va prendre un batalló de cadascun dels dos regiments de canons de 75 mm per formar dos batallons d'obús de 105 mm, el tren de municions de la brigada es va reorganitzar com el tercer batalló d'obusos de 105 mm i el batalló d'obusis de 155 mm es va formar a partir del regiment d'obusos de 155 mm. Els regiments d'enginyers, metges i intendents es van reorganitzar en batallons. El 1942, els batallons d'intendent de divisions es van dividir en companyies de manteniment lleuger d'artilleria i companyies d'intendent, i el Quarter General de la divisió i la companyia de policia militar, que abans havia estat una unitat combinada, es van dividir.
El quadre d'oficials de la 90a Divisió d'Infanteria procedia majoritàriament de la 6a i 33a Divisió d'Infanteria, mentre que el quadre d'allistat provenia de la 6a Divisió d'Infanteria. Els reclutes procedeixen de centres d'acollida situats principalment al nord-oest, mig oest i sud-oest, però una major part dels homes eren de Fort Sam Houston i Camp Wolters, Texas, i Fort Sill, Oklahoma.
- Quarter General, 90a Divisió d'Infanteria
- 357è Regiment d'Infanteria
- 358è Regiment d'Infanteria
- 359è Regiment d'Infanteria
- Quarter General i Bateria General, Artilleria de la 90a Divisió d'Infanteria
  - 343è Batalló d'Artilleria de Camp (105 mm)
  - 344è Batalló d'Artilleria de Camp (105 mm)
  - 345è Batalló d'Artilleria de Camp (155 mm)
  - 915è Batalló d'Artilleria de Camp (105 mm)
  -  315è Batalló d'Enginyers de Combat
- 315è Batalló de Medicina
- 90a tropa de reconeixement de cavalleria (mecanitzada)
- Quarter General, Tropes Especials, 90a Divisió d'Infanteria
  - Companyia Central, 90a Divisió d'Infanteria
  - 790a Companyia de Manteniment Lleuger d'Ordenança
  - 90a Companyia d'Intendència
  - 90a companyia de senyals
  - Secció de la Policia Militar
  - Banda
- 90è Destacament del Cos de Contraintel·ligència

### Crònica de combat
La 90a Divisió d'Infanteria va desembarcar a Anglaterra el 5 d'abril de 1944 i es va entrenar del 10 d'abril al 4 de juny.

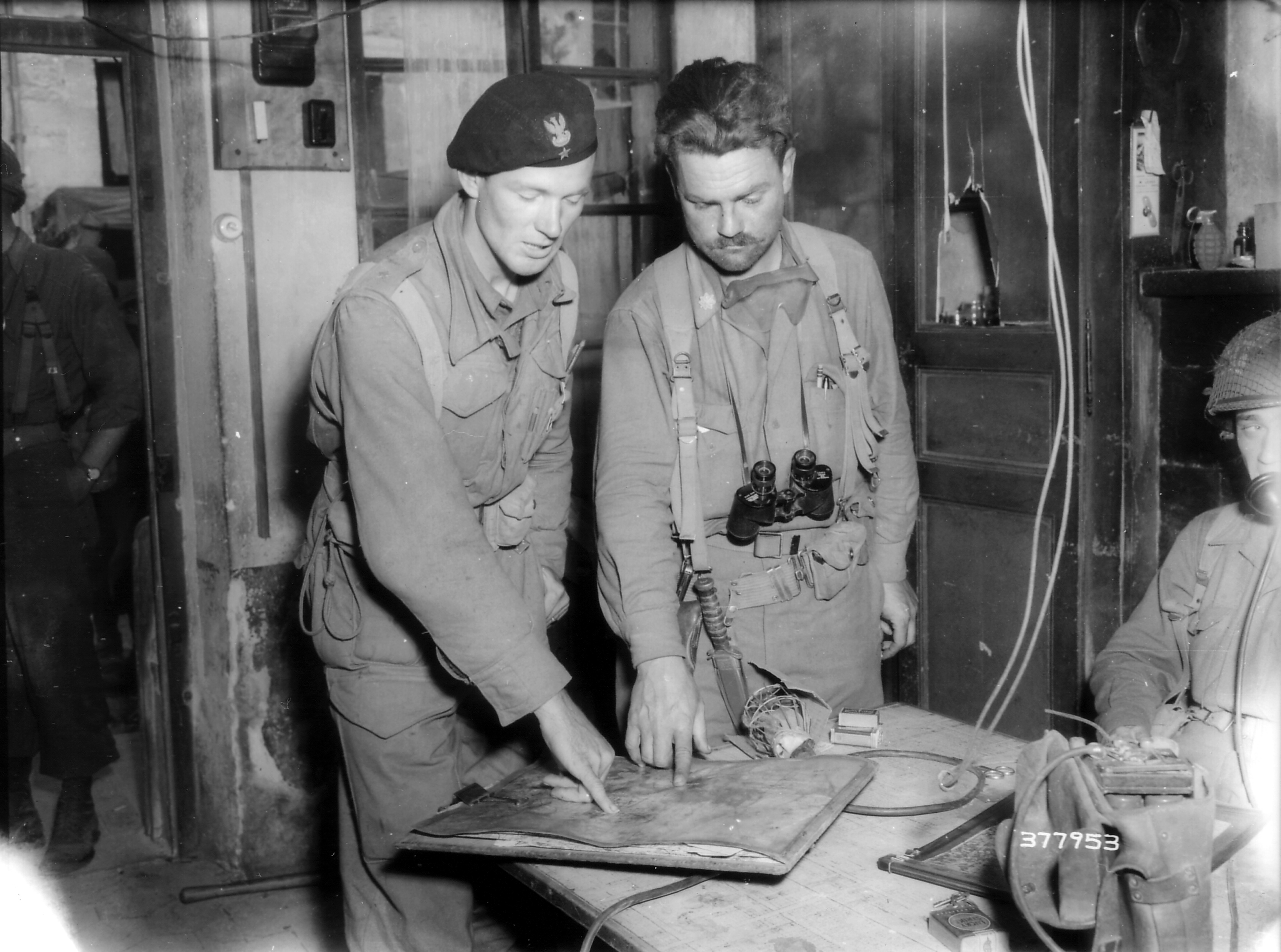
Tinent de la 1a Divisió Blindada Polonesa i un oficial nord-americà del 359è Regiment d'Infanteria després que les unitats es trobin a Chambois, l'agost de 1944.

Els primers elements de la divisió van veure l'acció el dia D, el 6 de juny, a Utah Beach, Normandia, la resta va entrar en combat el 10 de juny, tallant el riu Merderet per prendre Pont-l'Abbé en combats intensos. Després d'una acció defensiva al llarg del riu Douve, la divisió va atacar per netejar el Foret de Mont-Castre (Turó 122) i el va netejar l'11 de juliol, malgrat la forta resistència. En aquesta acció, la divisió va patir 5.000 homes morts, ferits o capturats. Un atac a l'illa de Saint-Germain-sur-Sèves el 23 de juliol va fracassar, així que la 90 la va saltar i va prendre Périers el 27 de juliol.
El 12 d'agost, la divisió va travessar el riu Sarthe, al nord i a l'est de Le Mans, i va participar en el tancament de la bossa de Falaise, enllaçant amb la 1a divisió blindada polonesa a Chambois, el 19 d'agost.

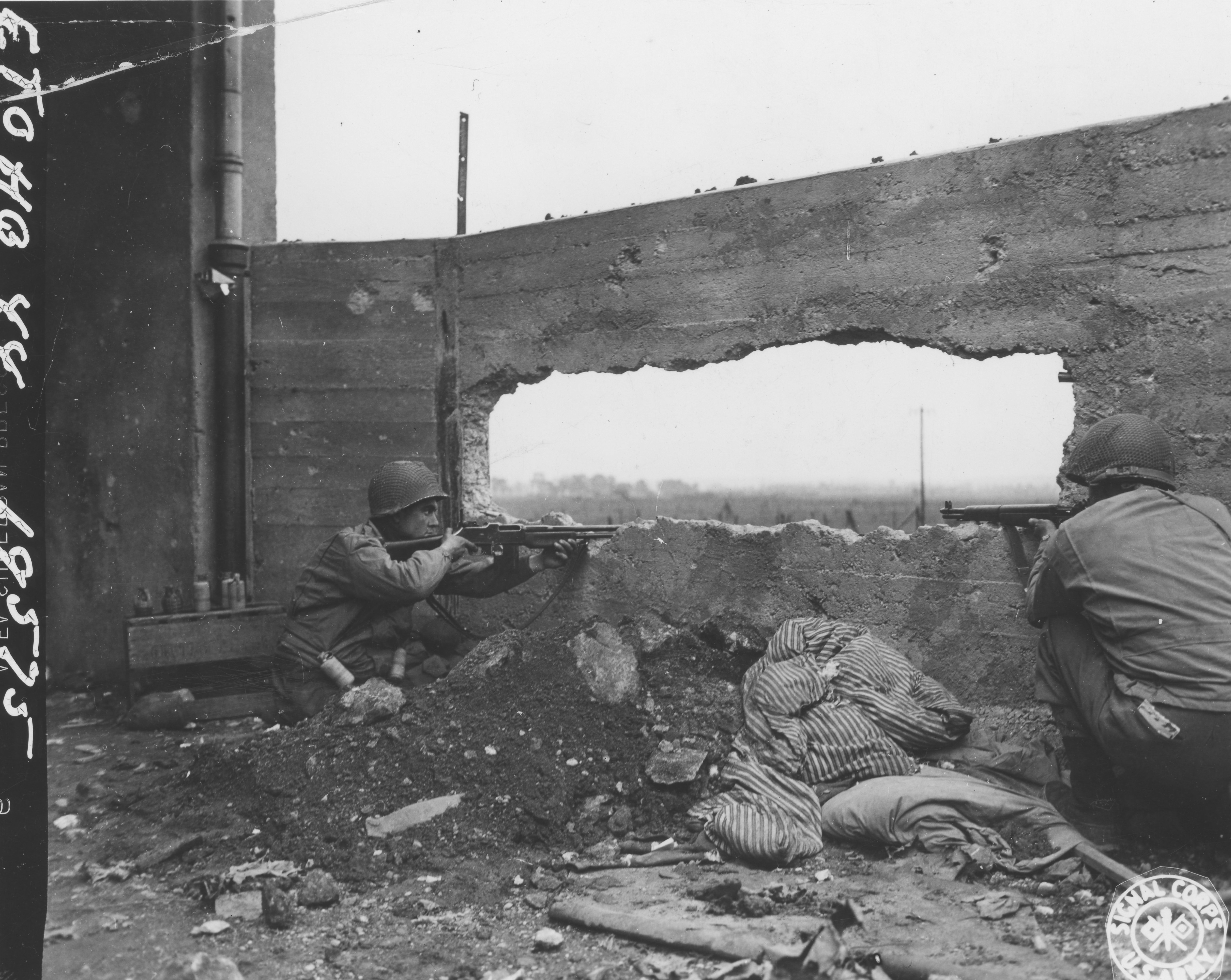
357è Regiment, refugiats darrere d'un mur destruït i atents als franctiradors enemics, prop de Maizeres Les Metz, França.

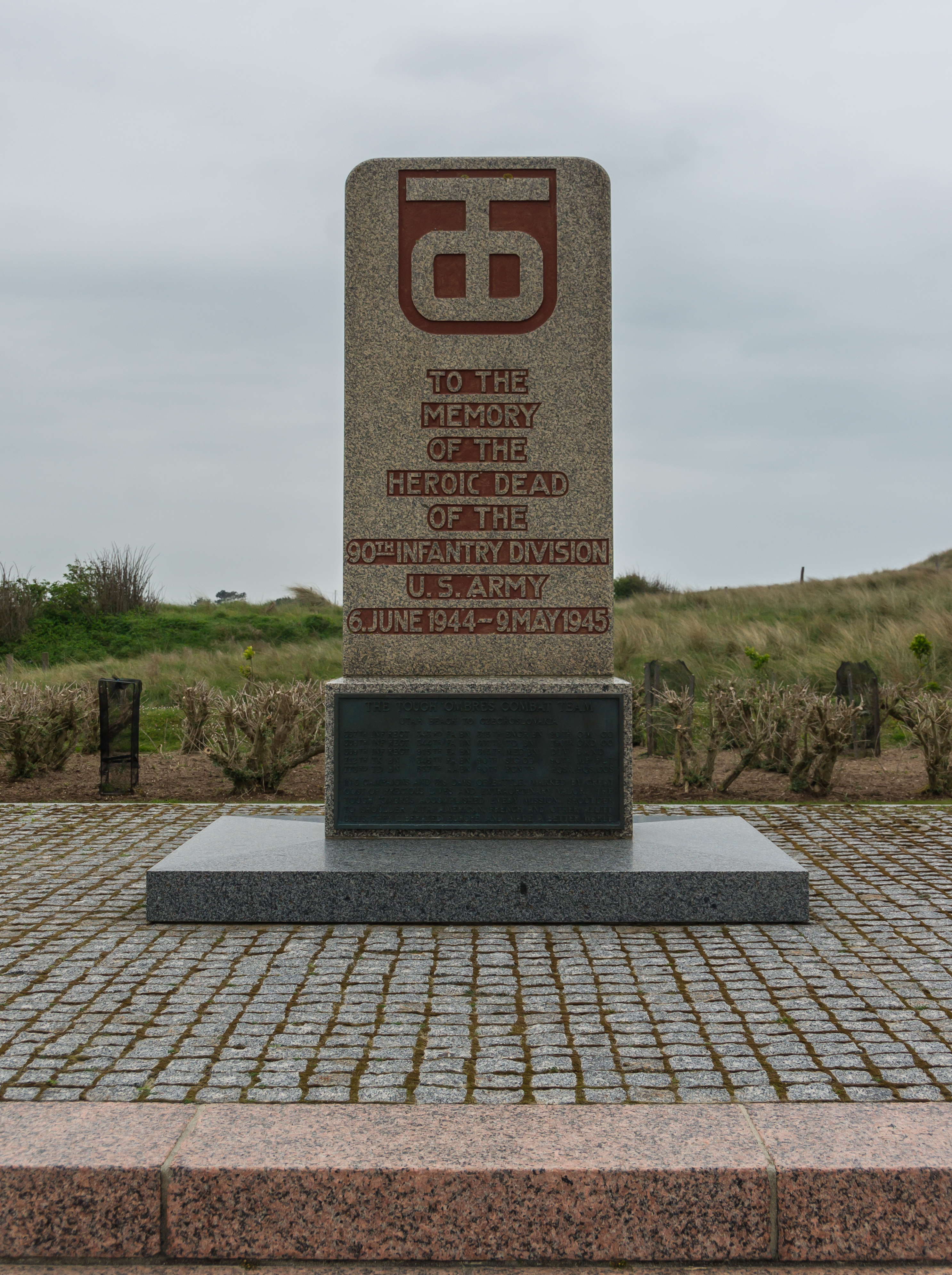
El monument a la 90a Divisió d'Infanteria a Utah Beach, Normandia, França.

Després va recórrer França, a través de Verdun, el 6 de setembre, per participar en la batalla de Metz, del 14 de setembre al 19 de novembre, capturant Maizières-lès-Metz, el 30 d'octubre, i creuant el riu Mosel·la a Kœnigsmacker, el 9 de novembre. Elements de la 90a Infanteria van assaltar i capturar el Fort de Koenigsmacker controlat pels alemanys del 9 al 12 de novembre.
El 6 de desembre de 1944, la divisió va empènyer el riu Saar i va establir un cap de pont al nord de Saarlautern, del 6 al 18 de desembre, però amb l'esclat de l'impuls de Gerd von Rundstedt (Grup d'exèrcits A), a la batalla de les Ardenes, es va retirar a la riba occidental el 19 de desembre i es va posar a la defensiva fins al 5 de gener de 1945, quan es va traslladar a l'escenari de la lluita de les Ardenes, després d'haver estat rellevat al llarg del riu Sarre per la 94a divisió d'infanteria. Va travessar el riu Our, prop d'Oberhausen, el 29 de gener, per establir i ampliar un cap de pont. El 19 de febrer, la divisió va trencar les fortificacions de la Línia Sigfrid fins al riu Prüm.

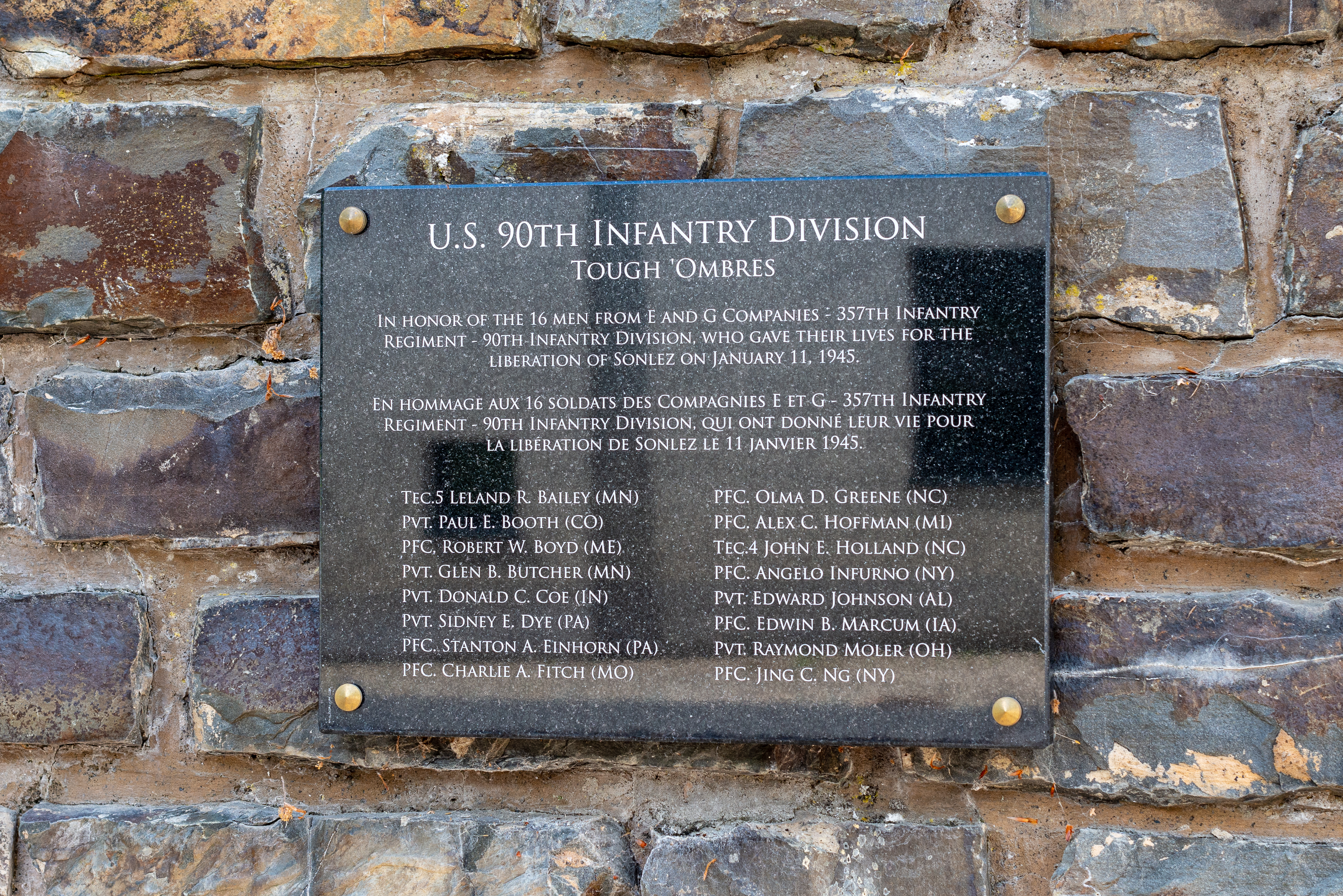
16 Tough 'Ombres morts en acció durant la Batalla de les Ardenes a Sonlez.

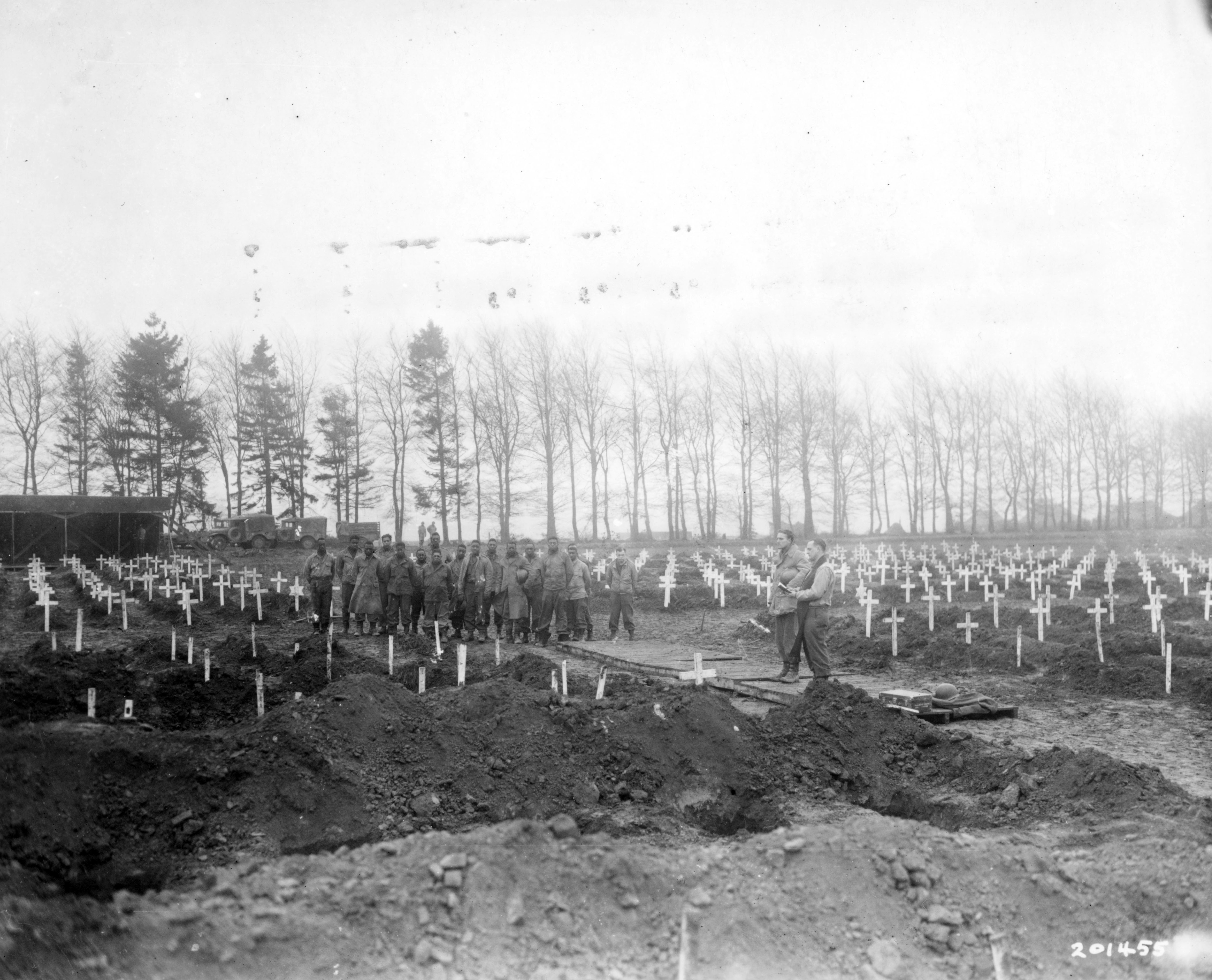
El capellà militar de la 90a Divisió dirigeix un servei de camp per a la 3201a Companyia de Serveis d'Intendent a Foy, Bèlgica (26 de febrer de 1945)

Després d'un breu descans, el 90 va continuar creuant el riu Mosel·la per prendre Magúncia, el 22 de març, i va creuar els rius Rin, el Main i el Werra en ràpida successió. La persecució va continuar fins a la frontera txeca, el 18 d'abril de 1945, i a la serralada dels Sudets. La divisió es dirigia cap a Praga quan es van trobar amb els 1500 presoners demacrats restants deixats per les SS al camp de concentració de Flossenbürg. Avui, un mur commemoratiu a l'antic camp homenatja la 90 com els alliberadors del camp de concentració de Flossenbürg. Una setmana més tard, es va saber que la guerra a Europa va acabar el 8 de maig de 1945.

### Baixes
- Total de baixes en combat: 19.200[8]
  - Morts en acció: 3.342[8]
  - Ferits en acció: 14.386[8]
  - Desapareguts en acció: 287[8]
  - Presoners de guerra: 1.185[8]

### Destinacions al Teatre d'Operacions Europeu
- 5 de març de 1944:  Tercer Exèrcit.
- 23 de març de 1944: Tercer Exèrcit, però adscrit al Primer Exèrcit.
- 27 de març de 1944: VII Cos.
- 19 de juny de 1944: VIII Cos.
- 30 de juliol de 1944: Tercer Exèrcit, però adscrit al Primer Exèrcit.
- 1 d'agost de 1944: XV Cos, Tercer Exèrcit, 12è Grup d'Exèrcits.
- 17 d'agost de 1944: Tercer Exèrcit, 12è Grup d'Exèrcits, però adscrit al V Cos, Primer Exèrcit.
- 25 d'agost de 1944: XV Cos, Tercer Exèrcit, 12è Grup d'Exèrcits.
- 26 d'agost de 1944: XX Cos
- 6 de gener de 1945: III Cos.
- 26 de gener de 1945: VIII Cos.
- 12 de març de 1945: XII Cos.

## General
'Pseudònim: Tough 'Ombres; durant la Primera Guerra Mundial, la divisió es va anomenar Divisió Texas-Oklahoma, representada per la T i la O al pegat de l'espatlla.
Insígnia d'espatlla: Un quadrat de color caqui sobre el qual se superposa una lletra vermella "T", la part inferior de la qual divideix en dos la lletra "O", també en vermell.

## Personal destacat
- El major general Terry de la Mesa Allen va servir amb aquesta divisió com a comandant de batalló el 1918 i més tard va servir a la Segona Guerra Mundial.
- James A. Baker Jr.
- William H. H. Morris Jr.